# HACD3
HACD3 (англ. 3-hydroxyacyl-CoA dehydratase 3) – білок, який кодується однойменним геном, розташованим у людей на короткому плечі 15-ї хромосоми. Довжина поліпептидного ланцюга білка становить 362 амінокислот, а молекулярна маса — 43 160.
| 10         |  | 20         |  | 30         |  | 40         |  | 50         |
| ---------- |  | ---------- |  | ---------- |  | ---------- |  | ---------- |
| MENQVLTPHV |  | YWAQRHRELY |  | LRVELSDVQN |  | PAISITENVL |  | HFKAQGHGAK |
| GDNVYEFHLE |  | FLDLVKPEPV |  | YKLTQRQVNI |  | TVQKKVSQWW |  | ERLTKQEKRP |
| LFLAPDFDRW |  | LDESDAEMEL |  | RAKEEERLNK |  | LRLESEGSPE |  | TLTNLRKGYL |
| FMYNLVQFLG |  | FSWIFVNLTV |  | RFCILGKESF |  | YDTFHTVADM |  | MYFCQMLAVV |
| ETINAAIGVT |  | TSPVLPSLIQ |  | LLGRNFILFI |  | IFGTMEEMQN |  | KAVVFFVFYL |
| WSAIEIFRYS |  | FYMLTCIDMD |  | WKVLTWLRYT |  | LWIPLYPLGC |  | LAEAVSVIQS |
| IPIFNETGRF |  | SFTLPYPVKI |  | KVRFSFFLQI |  | YLIMIFLGLY |  | INFRHLYKQR |
| RRRYGQKKKK |  | IH         |  |            |  |            |  |            |

A: Аланін

C: Цистеїн

D: Аспарагінова кислота

E: Глутамінова кислота

F: Фенілаланін

G: Гліцин

H: Гістидин

I: Ізолейцин

K: Лізин

L: Лейцин

M: Метіонін

N: Аспарагін

P: Пролін

Q: Глутамін

R: Аргінін

S: Серин

T: Треонін

V: Валін

W: Триптофан

Кодований геном білок за функціями належить до ліаз, фосфопротеїнів. 
Задіяний у таких біологічних процесах, як метаболізм жирних кислот, метаболізм ліпідів, біосинтез жирних кислот, біосинтез ліпідів, ацетилювання, альтернативний сплайсинг. 
Локалізований у мембрані, ендоплазматичному ретикулумі.